# Kai Eckhardt
Pour les articles homonymes, voir Eckhardt.
 (mars 2019).
Si vous disposez d'ouvrages ou d'articles de référence ou si vous connaissez des sites web de qualité traitant du thème abordé ici, merci de compléter l'article en donnant les références utiles à sa vérifiabilité et en les liant à la section « Notes et références ».
Kai Eckhardt est un bassiste, né le 15 juin 1961 à Mayence, en Allemagne, d'une mère allemande et d'un père libérien.
Il sera élevé entre l'Allemagne et l'Afrique de l'Ouest.

## Carrière

### 1983 - 1987, Berklee College of Music
Sa rencontre avec la guitare basse se concrétise à l'âge de 15 ans, et rapidement il décide qu'il sera musicien. En 1983, Kai quitte l'Allemagne pour entrer au Berklee College of Music de Boston. Il s'essaye à différents groupes, Bob Moses Group et Tiger’s Baku.
Son talent le fait vite remarquer, et il est alors employé par Steve Smith, Alphonse Mouzon, Randy Brecker et le légendaire Stanley Clarke.
En 1987, il sort diplômé avec mention du Berklee College of Music et se voit alors proposer une place d'enseignement dans l'institution. Mais en même temps, son nom atteint les oreilles du guitariste John McLaughlin.

### 1988, l'aventure John McLaughlin
En décembre 1988, il rejoint alors le trio formé de John McLaughlin et de Trilok Gurtu aux percussions. Ensemble, ils enregistreront un album public en 1989, qui sortira en 1990, Live at the Royal Festival Hall, November 27, 1989, album qui marquera également un tournant dans la musique de John McLaughlin  qui poursuivra son trio avec d'autres bassistes (Jonas Hellborg, Dominique Di Piazza, Jeff Berlin…).
Cet album sera également un tournant pour une génération de bassistes qui se voit mise en valeur, placée au premier plan des compositions, et non plus perdue dans les fonds sonores. Chorus fins, basse omniprésente ; Kai marquera cet album par son utilisation de sa double basse frettée / fretless, de son sens de la mélodie, et aussi par les prouesses rythmiques qu'il lui faut déployer pour rester dans les temps avec les deux musiciens imprévisibles qu'il accompagne.

### 1990-1993, un travail de fond
1990-1993 marque une période de travail solitaire pour Kai qui se tournera vers la composition d'œuvres personnelles, vers une ère d'études et d'arrangements divers et variés pour bon nombre de musiciens jazz et jazz-rock, ainsi que pour d'autres projets plus expérimentaux et parfois éloignés de la guitare basse. Une partie de ses créations sera reprise par exemple par l'ensemble vocal appelé SoVoSo, également connu sous le nom de Bobby McFerrins’s Voicestra.

### 1994, retour sur scène avec Billy Cobham
En 1994, le gouvernement des États-Unis d’Amérique lui accorde le titre de "résident américain" au vu de ses "formidables talents d'artiste". Il renouera alors avec la scène en participant au quartet de Billy Cobham (Billy Cobham’s International Quartet) dans une série de concerts au travers des États-Unis et du Canada.